# Sông Lạch Tray
Sông Lạch Tray là một con sông thuộc hệ thống sông Thái Bình, chảy qua tỉnh Hải Dương và Thành phố Hải Phòng.
Sông được tách ra từ sông Văn Úc tại địa phận xã Bát Trang (huyện An Lão - Hải Phòng), chảy theo hướng Đông đổ ra Biển Đông bởi cửa Lạch Tray cách nội thành Thành phố Hải Phòng khoảng hơn 10 km. Bãi biển Đồ Sơn nằm kẹp giữa cửa sông Lạch Tray và sông Văn Úc và bị ảnh hưởng phù sa của hai con sông này nên nước thường không trong xanh là vậy.
Sông Lạch Tray có chiều dài khoảng 49 km đi qua huyện Kim Thành (Hải Dương) 1 đoạn ngắn còn lại chủ yếu chảy qua các huyện, quận của Thành phố Hải Phòng là: An Lão, An Dương, Kiến An, Hải An, Lê Chân, Kiến Thụy. Quốc lộ 10 mới băng qua sông bằng cầu Trạm Bạc tại địa phận phường Lê Lợi (quận An Dương) và đường cao tốc Hà Nội - Hải Phòng băng qua sông tại địa phận phường Hải Thành (quận Dương Kinh).
Trên sông có 7 cây cầu bắc qua sông là:
- Cầu Trạm Bạc, nối quận An Dương với huyện An Lão.
- Cầu Kiến An, nối quận An Dương với quận Kiến An.
- Cầu Lãm Khê, nối quận An Dương với quận Kiến An.
- Cầu Bùi Viện, nối quận Lê Chân với quận Kiến An.
- Cầu Võ Nguyên Giáp, nối quận Lê Chân với quận Dương Kinh.
- Cầu Rào, nối quận Ngô Quyền với quận Dương Kinh.
- Cầu trên cao tốc Hà Nội - Hải Phòng, nối quận Dương Kinh với quận Hải An.